# 若草台
若草台（わかくさだい）は神奈川県横浜市青葉区の町名。「丁目」の設定のない単独町名で住居表示未実施区域。

## 地理
横浜市青葉区西部に位置する。東にたちばな台、西に桂台、南に桜台、北に鴨志田町と接している。

## 歴史

### 沿革
- 1971年（昭和46年）1月26日 -  土地区画整理事業（成合）[5]に伴い、横浜市緑区恩田町の一部から横浜市緑区若草台を新設[6]。
- 1976年（昭和51年）2月26日 - 土地区画整理事業（鴨志田第二）[5]に伴い、鴨志田町の一部を編入する[7]。
- 1982年（昭和57年）1月10日 - 土地区画整理事業（恩田第五）[5]に伴い、恩田町の一部を編入する[8]。
- 1994年（平成6年）11月6日 - 港北区・緑区を再編し、青葉区・都筑区を新設。横浜市青葉区若草台となる[9]。。

### 町名の変遷
| 町名   | 設置年月日                | 設置前       |
| ------ | ------------------------- | ------------ |
| 若草台 | 1971年（昭和46年）1月26日 | 恩田町の一部 |

## 世帯数と人口
2025年（令和7年）6月30日現在（横浜市発表）の世帯数と人口は以下の通りである。
| 町丁   | 世帯数    | 人口    |
| ------ | --------- | ------- |
| 若草台 | 1,420世帯 | 3,165人 |

### 人口の変遷
国勢調査による人口の推移。
| 年                 | 人口  |
| ------------------ | ----- |
| 1995年（平成7年）  | 3,258 |
| 2000年（平成12年） | 3,661 |
| 2005年（平成17年） | 3,686 |
| 2010年（平成22年） | 3,543 |
| 2015年（平成27年） | 3,349 |
| 2020年（令和2年）  | 3,082 |

### 世帯数の変遷
国勢調査による世帯数の推移。
| 年                 | 世帯数 |
| ------------------ | ------ |
| 1995年（平成7年）  | 1,067  |
| 2000年（平成12年） | 1,233  |
| 2005年（平成17年） | 1,304  |
| 2010年（平成22年） | 1,310  |
| 2015年（平成27年） | 1,309  |
| 2020年（令和2年）  | 1,278  |

## 学区
市立小・中学校に通う場合、学区は以下の通りとなる（2024年11月時点）。
| 番地                                        | 小学校                   | 中学校               |
| ------------------------------------------- | ------------------------ | -------------------- |
| 3〜4番地                                    | 横浜市立青葉台小学校     | 横浜市立青葉台中学校 |
| 5〜7番地 9〜14番地 16番地                   | 横浜市立鴨志田第一小学校 | 横浜市立青葉台中学校 |
| 22番地の1〜3 22番地の5〜終わり              | 横浜市立恩田小学校       | 横浜市立奈良中学校   |
| 1〜2番地 8番地、15番地 17〜21番地 22番地の4 | 横浜市立桂小学校         | 横浜市立奈良中学校   |

## 事業所
2021年（令和3年）現在の経済センサス調査による事業所数と従業員数は以下の通りである。
| 町丁   | 事業所数 | 従業員数 |
| ------ | -------- | -------- |
| 若草台 | 57事業所 | 341人    |

### 事業者数の変遷
経済センサスによる事業所数の推移。
| 年                 | 事業者数 |
| ------------------ | -------- |
| 2016年（平成28年） | 49       |
| 2021年（令和3年）  | 57       |

### 従業員数の変遷
経済センサスによる従業員数の推移。
| 年                 | 従業員数 |
| ------------------ | -------- |
| 2016年（平成28年） | 288      |
| 2021年（令和3年）  | 341      |

## 施設
- 若草台地区センター
- 若草台第一公園
- 若草台第二公園
- 若草台第三公園

## その他

### 日本郵便
- 郵便番号 : 227-0045[3]（集配局：青葉郵便局[19]）

### 警察
町内の警察の管轄区域は以下の通りである。
| 番・番地等 | 警察署     | 交番・駐在所 |
| ---------- | ---------- | ------------ |
| 全域       | 青葉警察署 | 鴨志田交番   |